# Eumelea vulgivaga
Eumelea vulgivaga là một loài bướm đêm trong họ Geometridae.